# Legislador

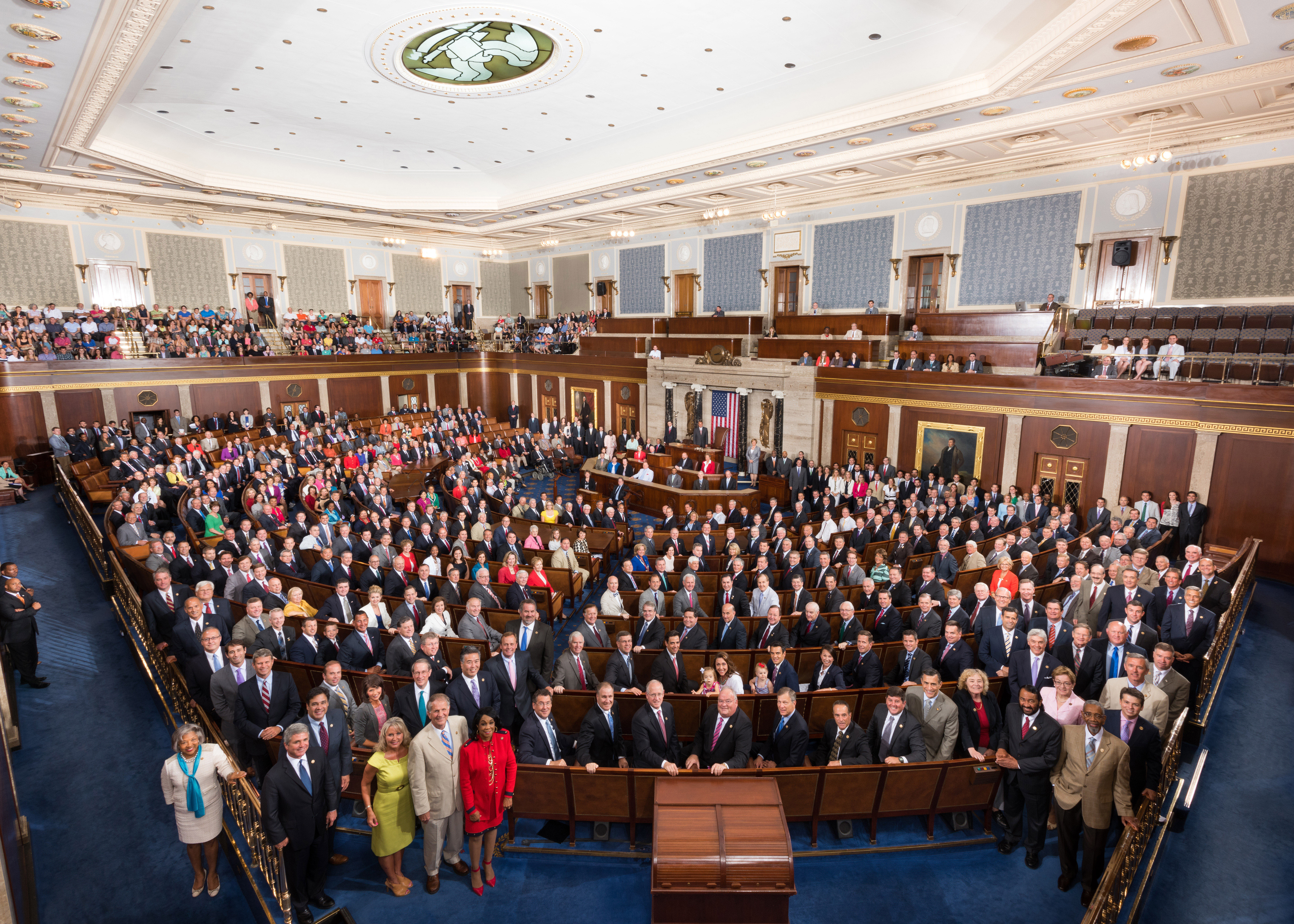
Foto oficial del 114.º Congreso de los Estados Unidos (2013).

Un legislador es un funcionario que, como único facultado o integrante de un órgano, su principal facultad es intervenir en la elaboración de las leyes. 
Pueden ser legisladores más de una persona u órgano al mismo tiempo, compartiendo dicha labor. En ese caso, será necesario que de alguna forma se establezca la competencia o jerarquía mediante la cual se rige cada uno de los órganos, con el fin de evitar enfrentamientos en el caso de decisiones contrapuestas.
Muchas constituciones modernas, siguiendo el modelo de la Constitución de los Estados Unidos, establecen un congreso o asamblea legislativa bicameral (esto es: compuesta de dos cámaras, como un senado y una cámara de representantes o de diputados). En muchos otros países, al contrario, hay un sistema unicameral, con un único parlamento con funciones legislativas.

## Separación de poderes
Según la teoría de separación de poderes del estado, los miembros del poder legislativo deben ser diferentes de los miembros del poder ejecutivo y poder judicial. Sin embargo, esto dependerá finalmente de la organización establecida en la Constitución vigente de cada estado.

## En Chile
La injerencia de otros organismos ajenos al poder legislativo en la generación de leyes varía según el sistema de gobierno. Por ejemplo, en Chile el Presidente de la República tiene una función de co-legislador, y existen varias materias de ley en las que solo el presidente puede tener la iniciativa.

## En la Unión Europea
En otros ordenamientos jurídicos, la separación de poderes está clara. Un caso emblemático es el de la Unión Europea, en donde no existen independientes para hacerse cargo de cada uno de los tres poderes, sino que el Consejo, la Comisión y el Parlamento comparten las distintas funciones de todos los poderes ejecutivo y legislativo de una forma mucho más compleja.[cita requerida]